# 齿胫水叶甲属
齿胫水叶甲属（学名：Sominella）是金花虫科的一属。

## 下属物种
本属包括以下物种：
- 长角水叶甲 Sominella longicornis Jacoby，1892